# Ciudad Deportiva Andrés Iniesta
La Ciudad Deportiva Andrés Iniesta, est le centre d'entraînement du club espagnol de football de l'Albacete Balompié.
Inauguré en 2005, il est situé dans la ville d'Albacete, en Castille-La Manche.
Le centre porte le nom d'Andrés Iniesta, ancien footballeur international originaire de la région et formé au club.

## Histoire
La construction du centre débute en mars 1998 pour s'achever sept ans plus tard en 2005 (réalisé par l'architecte Francisco Candel Jiménez). Il est inauguré le 19 avril 2005 sous le nom de Ciudad Deportiva del Albacete Balompié par le président de l'époque de Castilla-La Manche José María Barreda.
Le stade principal (avec gradins) de la Ciudad Deportiva Andrés Iniesta dispose de 3 000 places assises.
En décembre 2012, compte tenu du soutien financier et symbolique reçu par le club du joueur Andrés Iniesta, dont la carrière sportive a commencé au club, la Ciudad Deportiva del Albacete Balompié est rebaptisée Ciudad Deportiva Andrés Iniesta.
L'équipe réserve de l'Albacete Balompié joue ses matchs à domicile dans le stade principal du centre, ainsi que le club de football féminin de la Fundación Albacete Femenino.

## Installations
Le centre dispose de deux terrains en pelouse naturelle (dont un avec tribunes),,, de trois terrains en pelouse synthétique, et d'un gymnase composé également d'une salle de sport.
Les installations sont complétées par les bureaux du club, une salle de presse et une cafétéria.